# Pete Rose
Pete Rose (født 14. april 1941 i Cincinnati, Ohio, død 30. september 2024) var en amerikansk baseballspiller. Han havde flere rekorder i baseball, hvoraf den mest nævneværdige er flest hits i karrieren med 4256 (se baseballstatistikker). Desuden var han indehaver af rekorden for flest kampe og flest at bats. I sin debutsæson (1963) blev han valgt som Rookie of the Year. Han vandt National Leagues MVP-pris i 1973 som ligaens mest værdifulde spiller, og deltog i 17 All Star-kampe. Sidst, men ikke mindst, var han med til at vinde World Series 3 gange.
Han startede sin karriere for de dengang suveræne Cincinnati Reds, med hvem han vandt 2 World Series. I 1979 blev han solgt til Philadelphia Phillies, og det blev til endnu en World Series-titel. Efter kortvarigt at være flyttet til Montreal Expos vendte han i de sidste år af sin karriere tilbage til Cincinnati.
Pete Rose er den eneste baseballspiller i historien, der har spillet 500 kampe eller derover på fem forskellige defensive positioner, og hans alsidighed understreges af, at han var en switch hitter, dvs. kunne batte fra begge sider af home plate. Han præsterede at have en batting average på mere end 0,300 i 15 sæsoner samt at få mere end 200 hits i 10 sæsoner, hvoraf det sidstnævnte er rekord. I 1978 blev han den yngste spiller nogensinde, der nåede 3000 hits, og senere på året fik han et hit i 44 kampe i træk, hvilket var nok til en delt andenplads i historiebøgerne. I 1969 og 1970 vandt han en Gold Glove som outfielder for sit defensive spil.
Rose er måske mest berømt eller snarere berygtet for i 1989, mens han var manager for Cincinnati Reds, at være blevet taget i at spille på baseballkampe, hvilket er strengt forbudt. Rose blev efterfølgende udelukket fra baseball for livstid. Dette betyder bl.a., at han ikke kan vælges ind i Baseball Hall of Fame, hvilket han formentlig ellers ville være sikker på i kraft af sine præstationer som aktiv. I mange år benægtede Rose hårdnakket beskyldningerne, men i 2004 indrømmede han endelig sin skyld.
2006 var det sidste år, hvor Rose kunne blive valgt ind i Hall of Fame, hvis kommissæren for Major League Baseball mod forventning havde fjernet udelukkelsen af Rose. Dette skete ikke og fremover vil Rose kun kunne vælges ind af den såkaldte Veterans' Committee, stadig forudsat at MLB-kommissæren Bud Selig eller en af hans efterfølgere benåder Rose.